# Sainte-Eulalie-d'Ans
Sainte-Eulalie-d'Ans là một xã, nằm ở tỉnh Dordogne vùng Aquitaine của Pháp. Xã này có diện tích 11,83 kilômét vuông, dân số năm 2005 là 302 người. Xã nằm ở khu vực có độ cao trung bình 130 m trên mực nước biển.

## Thông tin nhân khẩu
| Năm    | 1962 | 1968 | 1975 | 1982 | 1990 | 1999 | 2005 |
| ------ | ---- | ---- | ---- | ---- | ---- | ---- | ---- |
| Dân số | 402  | 376  | 362  | 311  | 304  | 269  | 302  |